# Christoph Metzelder
Christoph Tobias „Metze“ Metzelder (* 5. November 1980 in Haltern) ist ein ehemaliger deutscher Fußballspieler und -trainer sowie -funktionär. Der Verteidiger wurde 2002 mit Borussia Dortmund Deutscher Meister, gewann 2008 mit Real Madrid die spanische Meisterschaft und 2011 mit dem FC Schalke 04 den DFB-Pokal. Mit der deutschen Nationalmannschaft wurde er 2002 Vizeweltmeister. 2021 wurde Metzelder wegen des Besitzes und der Verbreitung von Kinderpornografie rechtskräftig zu einer Haftstrafe von zehn Monaten auf Bewährung verurteilt. Nach seiner Verurteilung zog sich Metzelder aus dem öffentlichen Leben zurück.

## Karriere

### Jugend
Metzelder interessierte sich zuerst für Leichtathletik, die er lange parallel zum Fußball ausübte. Fußball spielte er zunächst beim TuS Haltern, für den er von 1986 an aktiv war, zuerst auf der Position des Torwarts. Er blieb dem Verein auch nach dem Wechsel verbunden und unterstützt finanziell als auch in beratender Funktion die dortige Weiterentwicklung. Im Jahr 1995 wechselte er, gemeinsam mit seinem Mannschaftskollegen Sérgio da Silva Pinto, in die Jugend des FC Schalke 04, ein Jahr später ging er zu Preußen Münster. Als Spieler von Preußen Münster absolvierte er am 17. März 1999 sein erstes Spiel in der U-18-Nationalelf des Deutschen Fußball-Bundes bei einer 0:4-Niederlage gegen die Alterskollegen aus Italien in einem Kurzeinsatz. Kurz darauf wurde er in der Spielzeit 1999/2000 in den Regionalliga-Kader der Preußen aufgenommen.

### Borussia Dortmund und Sprung in die Nationalmannschaft
Im Sommer 2000 wechselte Metzelder zu Borussia Dortmund, wo er zunächst nur als Spieler der zweiten Mannschaft vorgesehen war. Aufgrund der Verletzungen der etatmäßigen Verteidiger Christian Wörns und Stefan Reuter rückte er bereits am ersten Spieltag der Saison in die Startelf des BVB und spielte beim 1:0-Sieg gegen Hansa Rostock. Fortan wurde Metzelder regelmäßig in der Innenverteidigung (seltener als Außenverteidiger) eingesetzt und absolvierte in seiner Premierensaison 19 Spiele.
Die folgende Spielzeit, die zur erfolgreichsten in der Karriere Metzelders werden sollte, begann für den damals 20-Jährigen mit der ersten Berufung in die deutsche Fußballnationalmannschaft, für die er am 15. August 2001 beim 5:2 im Freundschaftsspiel in Ungarn debütierte. In der Meistersaison der Borussia spielte er 25 Partien für den BVB, zudem stand er dreimal in der Champions League und achtmal im UEFA-Pokal auf dem Platz. Im Endspiel des Wettbewerbs, in dem Dortmund mit 2:3 gegen Feyenoord Rotterdam unterlag, kam Metzelder nicht zum Einsatz, da er im Halbfinale seine zweite gelbe Karte im laufenden Wettbewerb erhalten hatte und für das Finale gesperrt war. Nach der Saison wurde Metzelder in den Kader der deutschen Nationalmannschaft für die Weltmeisterschaft in Japan und Südkorea berufen, bei der er alle sieben Partien absolvierte.
Auch zu Beginn der folgenden Saison war Metzelder Stammspieler bei Borussia Dortmund. Jedoch hatte er ab Oktober 2002 mit Beschwerden an der rechten Achillessehne zu kämpfen, die im März 2003 operativ behoben wurden. Nach der Sommerpause 2003 wurde Metzelder zum Kapitän der Borussia bestimmt, ohne jedoch aktiv ins Geschehen auf dem Platz eingreifen zu können. Im Oktober 2003 wurde eine zweite Operation durchgeführt, an die sich erneut eine lange Phase der Rehabilitation anschloss. Dennoch verlängerte der Verein im Sommer 2004 Metzelders auslaufenden Vertrag bis zum Ende der Spielzeit 2006/07.
Sein erster Einsatz war nach fast zweijähriger Pause ein Auswärtsspiel Dortmunds bei Hansa Rostock im Dezember 2004, in dem Metzelder eingewechselt wurde. Danach blieb er in seiner Dortmunder Zeit bis auf kleinere Blessuren verletzungsfrei. Im Herbst 2005 wurde er – kurz nach seinem ersten Bundesligator gegen den 1. FSV Mainz 05 – wieder für Länderspiele der deutschen Nationalmannschaft berufen, zu deren Stamm er fortan gehörte. Bei der Weltmeisterschaft 2006 absolvierte er sechs Spiele für die deutsche Elf. Aufgrund einer drohenden Gelbsperre wurde er im dritten Vorrundenspiel gegen Ecuador nicht eingesetzt.

### Real Madrid (2007–2010)

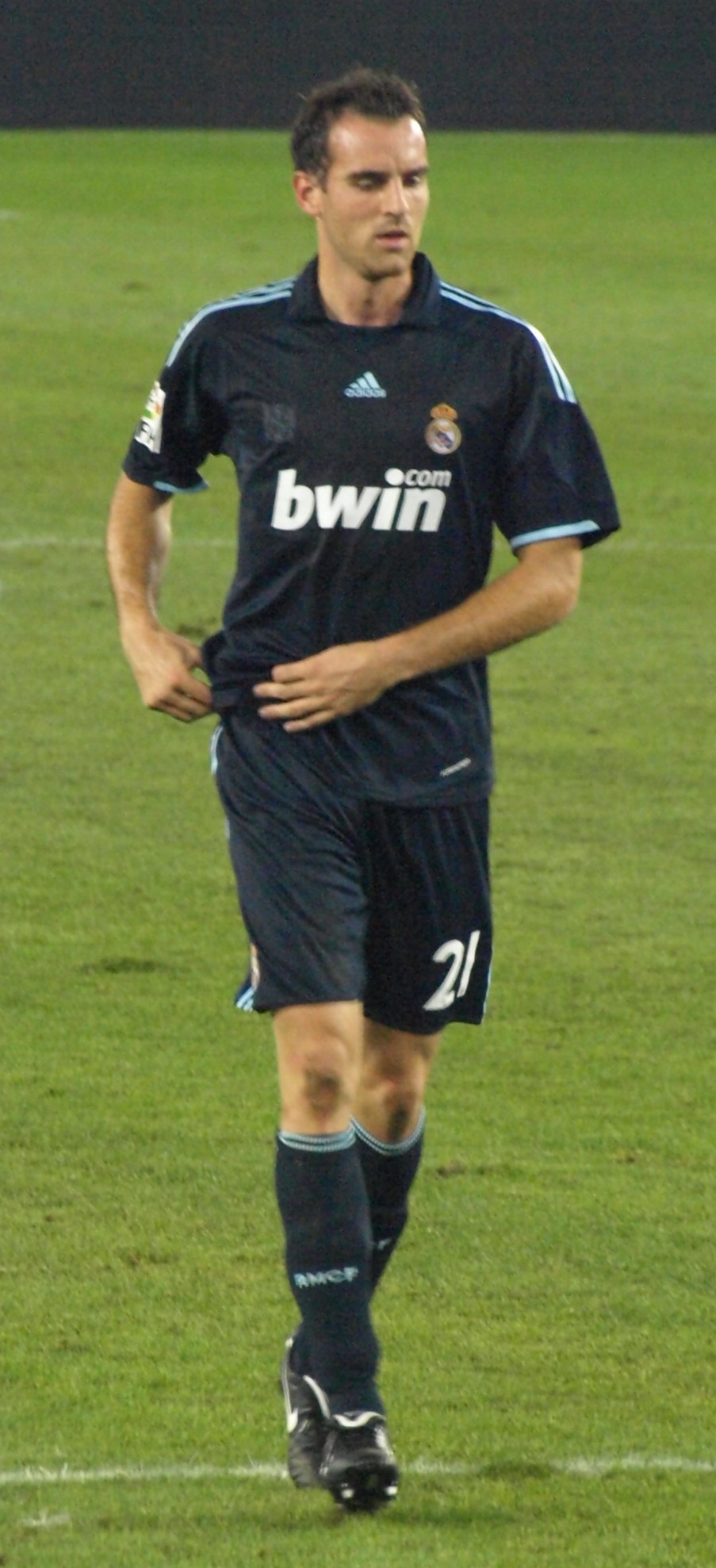
Metzelder im Trikot von Real Madrid

Im Frühjahr 2007 verlängerte Metzelder seinen Vertrag bei Borussia Dortmund nicht und wechselte zur Saison 2007/08 zu Real Madrid. Am ersten Spieltag der Saison 2007/08 gab Metzelder sein Debüt in der spanischen Primera División, als er beim 2:1 gegen Atlético Madrid zur Halbzeit eingewechselt wurde. In der ersten Mannschaft von Real Madrid kam Metzelder bis Dezember 2007 auf elf Einsätze (siebenmal in der Primera Division, dreimal in der Champions League und einmal in der Copa del Rey), danach wurde er verletzungsbedingt nicht mehr berücksichtigt. Nach über fünf Monaten Pause gab Metzelder am 37. Spieltag beim 2:2 gegen Real Saragossa sein Comeback.
Nach der Verpflichtung des Trainers Juande Ramos als Nachfolger von Bernd Schuster und nachdem sein Mannschaftskamerad Pepe nach einer Tätlichkeit für zehn Spiele gesperrt worden war, rückte Metzelder wieder in die Startelf von Real Madrid und spielte unter anderem im Kampf um die Meisterschaft gegen den FC Sevilla und im El Clasico gegen den FC Barcelona. Insgesamt kam er am Ende der Saison 2008/09 auf 15 Einsätze.
Auch in seiner dritten Saison bei Real war Metzelder nur Ersatzspieler. Zwar wechselte sein Konkurrent Fabio Cannavaro zu Juventus Turin zurück, im Gegenzug kamen aber mit Raúl Albiol und Ezequiel Garay zwei neue Innenverteidiger, sodass Metzelder die meiste Zeit einen Platz auf der Bank innehatte. Durch sein Reservisten-Dasein und viele Verletzungen kam Metzelder in dieser Saison nur auf drei Einsätze – einen im spanischen Pokal, zwei in der Liga.

### FC Schalke 04 (2010–2013)
Zur Saison 2010/11 wechselte Metzelder ablösefrei zum FC Schalke 04, bei dem er einen Dreijahresvertrag bis 2013 erhielt. Damit schloss sich Metzelder seiner einstigen Jugendmannschaft und dem Erzrivalen seines ehemaligen Vereins Borussia Dortmund an. Sein erstes Bundesligaspiel für Schalke bestritt Metzelder am 1. Spieltag der Saison 2010/11 gegen den Hamburger SV, nachdem er sein Pflichtspieldebüt am 7. August 2010 im Spiel um den Supercup gegen den FC Bayern München gegeben hatte.
Am 20. November 2010 (13. Spieltag) erzielte Metzelder beim 4:0 gegen den SV Werder Bremen nach einem Eckball sein erstes Tor für den FC Schalke 04. Mit Schalke gewann er 2011 den DFB-Pokal sowie den DFL-Supercup. Während er unter Felix Magath noch zum Stammpersonal gehörte, verliefen die letzten zwei Jahre auf Schalke ähnlich wie seine Zeit in Madrid. Aufgrund von Trainerwechseln und Verletzungspech brachte er es in den letzten Jahren seiner Karriere nur noch auf 20 Bundesligaeinsätze. Sein zum Saisonende 2012/13 auslaufender Vertrag wurde von Schalke nicht verlängert. So entschied er sich, zum 30. Juni 2013 seine aktive Profikarriere zu beenden.

### TuS Haltern (2013–2015)
Sein Comeback bei seinem Jugendverein gab Metzelder am 25. August 2013 bei der 0:3-Niederlage gegen die DJK Eintracht Coesfeld, als er nach 28 Minuten verletzungsbedingt ausgewechselt werden musste. Aufgrund von fehlender Zeit und Trainingsrückstand blieb dieser Pflichtspieleinsatz sein einziger für die erste Mannschaft des TuS Haltern. Für die zweite und dritte Mannschaft absolvierte er in der Saison 2014/15 jeweils noch einige Spiele in der Bezirks- bzw. Kreisliga.

### Erfolge
Nationalmannschaft:
- Vizeweltmeister 2002
- 3. Platz Weltmeisterschaft 2006
- Vizeeuropameister 2008

Verein:
- Deutscher Meister 2001/02 mit Borussia Dortmund
- Spanischer Meister 2007/08 mit Real Madrid
- Spanischer Supercupsieger 2008 mit Real Madrid
- DFB-Pokalsieger 2010/11 mit dem FC Schalke 04
- DFL-Supercupsieger 2011 mit dem FC Schalke 04

Individuelle Auszeichnungen:
- Trofeo Bravo: 2002
- Silbernes Lorbeerblatt: 2006
- Verdienstorden des Landes Nordrhein-Westfalen: 2011; im Zuge der Verurteilung wegen des Besitzes von Kinderpornografie 2021 kündigte Metzelder an, diese Auszeichnung zurückzugeben.[11]
- Bundesverdienstkreuz am Bande: 2017; im Zuge der Verurteilung wegen des Besitzes von Kinderpornografie 2021 kündigte Metzelder an, diese Auszeichnung zurückzugeben.[12]
- Die Ehrung mit einem Stern, gemeinsam mit Sebastian Kehl, auf dem BVB Walk of Fame von 2019 wurde Metzelder im Juni 2022, nach einer rechtskräftigen Bewährungsstrafe gegen ihn, aberkannt und es wird sein Name daraus entfernt.[13]

## Nach dem Profifußball

### TV-Experte und Sportmarketing
Von Juli 2013 bis Juni 2019 arbeitete Metzelder als Experte und Co-Kommentator für den Fernsehsender Sky Deutschland. Anschließend wurde er TV-Experte bei der ARD.
Er war zudem als Geschäftsführer für die Sportmarketingagentur Jung von Matt/sports tätig, bevor er im Oktober 2018 zusammen mit Raphael Brinkert die Agentur BrinkertMetzelder gründete. Im September 2019 verließ er die Agentur.

### Trainer- und Funktionärsämter
Nach seiner Rückkehr zu seinem Jugendverein TuS Haltern war Metzelder zunächst eine Saison lang Co-Trainer der ersten Mannschaft und der U19. Zur Saison 2014/15 wurde er Cheftrainer der U19-Mannschaft. Metzelders Trainerengagement wurde nach Bekanntwerden der Ermittlungen gegen ihn im September 2019 vorläufig eingestellt.
Im Juli 2014 wurde Metzelder zum 1. Vorsitzenden des TuS Haltern gewählt.
Vom 13. Oktober 2016 bis Januar 2020 war er parallel dazu Aufsichtsratsmitglied bei seinem Jugendverein Preußen Münster.

### Soziales Engagement
Metzelder war Botschafter für die Fußball-Weltmeisterschaft 2006 der Menschen mit Behinderung in Deutschland sowie beim Verein Herzenswünsche in Münster und der SKM – Schuldnerberatung für junge Leute in Dortmund. Im Jahr 2006 gründete er die Stiftung „Zukunft Jugend“. Gerade durch die Begegnung mit jungen Menschen wurde ihm nach eigener Aussage bewusst, dass auch in Deutschland immer mehr Kinder mit Armut und Perspektivlosigkeit konfrontiert werden. Die Stiftung unterstützt gezielt Projekte, die Jugendliche auf ihrem schulischen und beruflichen Weg helfen und ihre soziale Kompetenz fördern.
Metzelder engagierte sich für den römisch-katholischen Salesianerorden Don Bosco.
Christoph Metzelder war zudem Mitglied im Kuratorium der DFL Stiftung (ehemals Bundesliga-Stiftung). Er gehörte ferner dem Kuratorium der Stiftung Jugendfußball an, die im Jahr 2000 von mehreren Nationalspielern und Dozenten des Fußball-Lehrer-Sonderlehrgangs gegründet wurde. Zudem war er von 2004 bis 2022 – neben Carsten Ramelow – Vizepräsident der Vereinigung der Vertragsfußballspieler (VdV).
Am 7. November 2011 wurde Metzelder der Verdienstorden des Landes Nordrhein-Westfalen durch Ministerpräsidentin Hannelore Kraft verliehen.

### Engagement für die Kinderschutz-Organisation Roter Keil
Von 2001 bis 2006 war Metzelder bei der von dem Priester Jochen Reidegeld gegründeten Kinderschutzorganisation roterkeil.net mit Sitz in Greven tätig, die sich für den Schutz von Kindern vor sexuellem Missbrauch und gegen Kinderprostitution einsetzt. Er fungierte als sogenannter „Schutzengel“ und galt in den Anfangsjahren der Initiative neben Reidegeld und dem Fußballprofi Sebastian Kehl als Mitbegründer und zentraler Botschafter des Roten Keils. 2005 wurden Metzelder, Kehl und Reidegeld wegen ihres Engagements durch Papst Johannes Paul II. zu einer Audienz empfangen, dabei überreichten sie ihm ein gemeinsam geschriebenes Buch. Später zog Metzelder sich von seinem Engagement zurück.
Bei Bekanntwerden des pädokriminellen Handelns Metzelders im Zuge von dessen Geständnis und Verurteilung wegen des Besitzes und der Verbreitung von Kinderpornografie im April 2021 distanzierte sich der Rote Keil von seinem früheren Förderer. Ihre Gedanken seien bei den Kindern, die auf den weitergegebenen Bildern abgelichtet worden seien, erklärten die Verantwortlichen des Vereins. Den Missbrauchsopfern sei unermessliches Leid angetan worden, welches nicht wieder gutzumachen sei. Kinderpornografie sei mit aller juristischen Härte zu verfolgen und zu bestrafen.

### Strafverfahren wegen Verbreitung von Kinderpornografie
Aufgrund eines Hinweises durch die Bild-Zeitung ermittelte die Staatsanwaltschaft Hamburg ab August 2019 gegen Metzelder wegen des Verdachts der Verbreitung von Kinderpornografie, wobei auch ein Durchsuchungsbeschluss vollstreckt wurde.
Metzelder selbst ließ gegen die Nennung seines Namens in den Medien gleichwohl juristisch vorgehen und konnte sich damit durchsetzen. Auch gegen eine öffentliche Behandlung des Falles im Rechtsausschuss des nordrhein-westfälischen Landtages wehrte er sich teilweise erfolgreich.
Am 2. September 2020 erhob die Staatsanwaltschaft Düsseldorf, an welche das Ermittlungsverfahren wegen seines Wohnortes inzwischen abgegeben worden war, Anklage gegen Metzelder beim örtlichen Amtsgericht. Sie warf ihm vor, über den Kurznachrichtendienst WhatsApp an drei Frauen insgesamt 27 kinderpornografische Inhalte versendet und auf seinem Handy 297 kinder- bzw. jugendpornografische Dateien besessen zu haben.
Nach Erhebung der Anklage versuchte Metzelder, die Verbreitung einer Pressemitteilung des Amtsgerichts über den Vorgang untersagen zu lassen, scheiterte aber zunächst vor dem Verwaltungsgericht Düsseldorf.
Laut dessen ablehnendem Beschluss hatte er im Rahmen des Ermittlungsverfahrens ein Geständnis abgelegt. Das Oberverwaltungsgericht änderte die Entscheidung der Vorinstanz im Februar 2021 teilweise ab. Das Amtsgericht habe ihn zwar namentlich in der Pressemitteilung nennen dürfen, nicht aber Details zur Anklage. Daher verletze die Pressemitteilung Metzelders Recht auf ein faires Verfahren ebenso wie sein allgemeines Persönlichkeitsrecht.
Im Februar 2021 ließ das Amtsgericht Düsseldorf die Anklage zu.
Zeitgleich äußerte sich die Hauptbelastungszeugin öffentlich gegenüber der Wochenzeitung Die Zeit. Metzelders Strafverteidiger bezeichnete die Frau daraufhin öffentlich als „Initiatorin und Provokateurin“ und seinen Mandanten als angeblichen „Spielball höherer Interessen“, da mit Metzelders Prominenz die Verschärfung des Strafrechts zur Kinderpornografie durchgesetzt werden solle. Später ließ Metzelder über seinen Anwalt einräumen, dass er „über sich selbst erschrocken“ gewesen sei und sich deswegen inzwischen in Therapie befinde.
Er habe ein Doppelleben geführt, erotische Chats mit Frauen gehabt, mit sexuellen Tabus gespielt und dabei Fehler gemacht. Er sei aber nicht pädophil.
Am 29. April 2021 fand die mündliche Verhandlung vor einer Einzelrichterin am Amtsgericht statt. Laut Anklageschrift der Staatsanwaltschaft verschickte er im August 2019 27 Fotos und zwei Videodateien von schwerem sexuellen Missbrauch von unter zehnjährigen Mädchen. Es hätten sich 297 strafbare Dateien auf seinem Mobiltelefon befunden. Die Richterin gab nach einer Unterbrechung für ein Rechtsgespräch bekannt, dass die Staatsanwaltschaft einer Verständigung im Strafverfahren nicht zustimmte, stellte aber im Falle eines Geständnisses zehn bis zwölf Monate Haft auf Bewährung in Aussicht. Metzelder legte daraufhin ein Teilgeständnis ab und räumte ein, 18 Screenshots von frei zugänglichen Seiten im Internet mit kinder- und jugendpornografischen Bildern erzeugt und weitergeleitet zu haben. Noch am selben Tag wurde er zu einer Haftstrafe von zehn Monaten auf Bewährung verurteilt. Strafmildernd wertete das Gericht die gezeigte Reue des Angeklagten sowie die mediale Vorverurteilung. Metzelder kündigte an, das Bundesverdienstkreuz am Bande zurückzugeben.
Nachdem die Staatsanwaltschaft zunächst Berufung gegen das Urteil eingelegt hatte, verzichtete sie später wie die Verteidigung Metzelders auf Rechtsmittel. Das Urteil ist daher seit dem 3. Mai 2021 rechtskräftig.

## Persönliches
Christoph Metzelder wurde in Haltern geboren und ist dort aufgewachsen. Sein jüngerer Bruder Malte war ebenfalls Fußballprofi. Seine beiden anderen Geschwister sind Ärzte. In seiner Jugend war er Ministrant, im Jahr 2000 machte er am örtlichen Joseph-König-Gymnasium das Abitur mit einem Notendurchschnitt von 1,8. Zu Beginn seiner Karriere als Fußballprofi studierte er ein Semester lang Betriebswirtschaftslehre an der Fernuniversität in Hagen. Er ist Mitglied der katholischen Studentenverbindung AV Silesia (Halle, Bonn) zu Bochum im CV. 2006 trat er in die CDU ein.
Er wurde im Oktober 2009 Vater einer Tochter, lebt aber von der Mutter getrennt.